# Fa, ami önmaga tulajdona (Georgia)

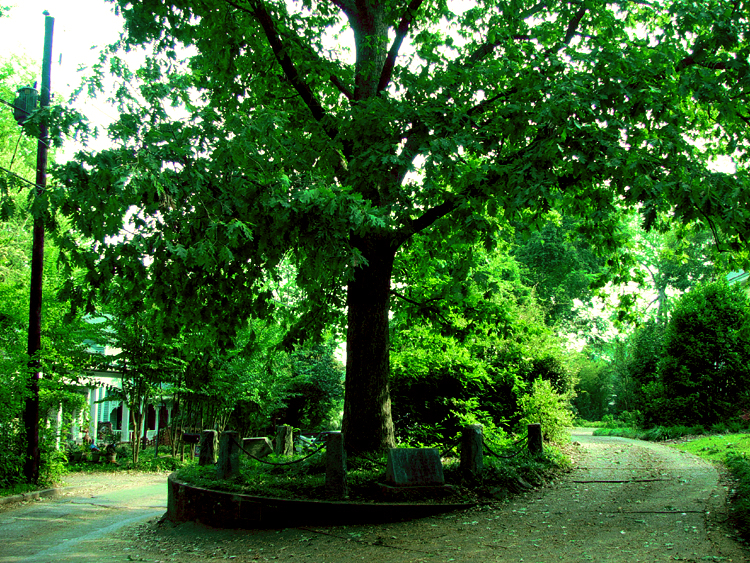
Az Ifjabb fa, ami önmaga tulajdona, 2005-ben

A fa, ami önmaga tulajdona egy fehér tölgy Athens városban, USA Georgia államában. A legenda szerint maga a fa és 8 lábnyi területe (2,4 méter sugarú kör) tulajdonjogot élvez önmaga felett. Az eredeti fa egy 1942-es viharban kidőlt, jelenleg egy sarja foglalja el a helyet. A fa helyi nevezetesség és számos publikáció foglalkozik a történetével. 1975-ben felvették az USA történelmi helyeinek nemzeti nyilvántartásába.

## Története
Az első fennmaradt említése 1890. augusztus 12-ről való, amikor a helyi hetilap az Athens Weekly Banner a címlapon számolt be az esetről. A fa William Henry Jackson területén állt egykor, aki kedves gyermekkori emlékei miatt feltehetően 1820-1832. között rendelkezett a fa önállóságáról, így sérthetetlenségéről. William H. Jackson a feljegyzések szerint az utca másik oldalán lakott. Egyedül a cikk írója állítja, hogy látta az eredeti rendelkezést, melynek egyéb korábbi nyoma nincs. Emellett a helyiek mindig is tényként kezelték a fa önállóságát. 1942-ben egy erős vihar kidöntötte az eredeti fát, és pontosan a helyére a saját makk terméséből fakadó sarjat ültettek, tehát jelenleg az Ifjabb fa, ami önmaga tulajdona a pontos elnevezése. A helyhatóságok elismerik a fa kivételes státuszát, és helyi kertészkör gondoskodik a fa gondozásáról.

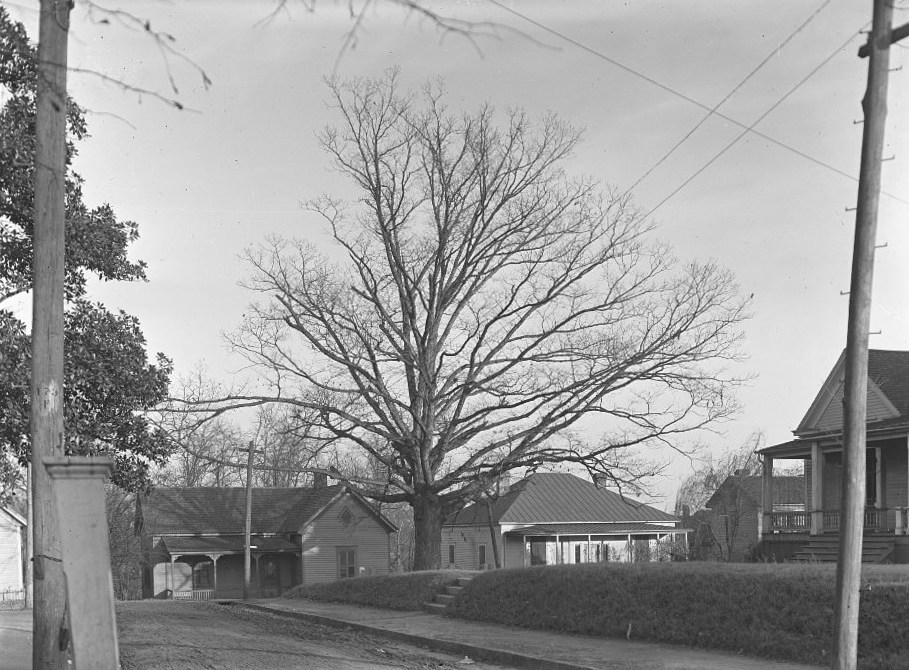
A fa 1910 telén.

Az eredeti fa az 1550-es és 1770-es évek között hajthatott ki. 1906-ban az erősödő talajeróziót talaj ráhordásával, és a terület elkerítésével próbálták megakadályozni. 1907-ben egy jégeső megtépázta a fát, ami után már nem tudott helyreállni, tartósan korhadásnak indult. A környéken több magot is elvetettek, hogy a fát pótolni tudják. Amikor a fa végül 1942-ben kidőlt, 30 méter magasságot ért el, az évgyűrűket ismeretlen okból nem számolták meg.
Az ifjabb fa 1946. december 4-én lett felavatva, és felmenője jogaiba helyezve. A 90 centisre visszavágott fácska kedvelte a helyét, 2006-ra 15 méteresre nőtt. 2006-ban a 60. születésnapjáról ünnepélyes keretek között emlékeztek meg.

## Érdekességek
- Az Amerikai Egyesült Államokban nem ez az egyetlen fa, ami önállósággal bír, ugyanis 1935-ben Eufaula városban, Barbour megyében, Alabama államban is meghatároztak egyet.
- A fa tövében két emlékkő is található. Az egyiken az "eredeti adományozás" szövege, a másikon az 1946-os újraültetés feljegyzése.